# Molina (Vietri sul Mare)
Molina is een plaats (frazione) in de Italiaanse gemeente Vietri sul Mare.